# Arbouet-Sussaute
Arbouet-Sussaute (tiếng Basque: Arboti-Zohota) là một xã thuộc tỉnh Pyrénées-Atlantiques trong vùng Aquitaine ở tây nam nước Pháp. Xã này nằm ở khu vực có độ cao trung bình 105 mét trên mực nước biển.
Xã nằm trong Tỉnh của Pháp|tỉnh cũ]] Lower Navarre.